# Пептидоглікан

Пептидоглікан

Пептидоглікан (peptidoglycan), раніше відомий як муреїн (murein), — полімер, що складається з цукру й амінокислот, який формує гомогенний шар навколо плазматичної клітинної мембрани бактерій, як частину клітинної стінки. Археї мають подібний шар, псевдопептидоглікан. Пептидоглікан грає структурну роль в бактерійній клітинній стінці, надаючи їй форму і структурну міцність, а також протидіючи осмотичному тиску цитоплазми. Пептидоглікан також бере участь у поділу клітини бактеріального розмноження.
Шар пептидоглікану значно товщий в грам-позитивних бактеріях (20-80 нм), ніж в грам-негативних (7-8 нм), з прикріпленим S-шаром. Пептидоглікан становить до 90 % сухої ваги грам-позитивних бактерій але тільки 10 % грам-негативних.

## Захист від антибіотиків
Протибактерійні ліки, такі як пеніцилін, діють на шар пептидогліканів, заважаючи його створюванню, особливо зв'язуючись з ферментом транспептидаза. Мутації в цьому ферменті (також відомому як протеїн що зв'язується з пеніциліном або PBP), приводять до зменшення взаємодії між антибіотиком і бактерійним PBPs, — перша причина появи захисту від антибіотиків.

## Структура
Шар пептидоглікану в бактеріальній клітинній стінці — кристалічна структура, сформована з лінійних ланцюгів двох аміно-цукорів, а саме глюкозамін-N-ацетилу (GlcNAc) і N-ацетил-муреїнової кислоти (MurNAc). Кожен MurNAc прикріплений до короткого (4-5 залишку) амінокислотного ланцюга. Зв'язування між амінокислотами в різних лінійних аміно-цукрових ланцюгах ферментом транспептидаза приводить до жорсткої 3-мірної структури. Певна послідовність амінокислот і молекулярна структура змінюється з різновидом бактерії.